# Canaranges (Itália)

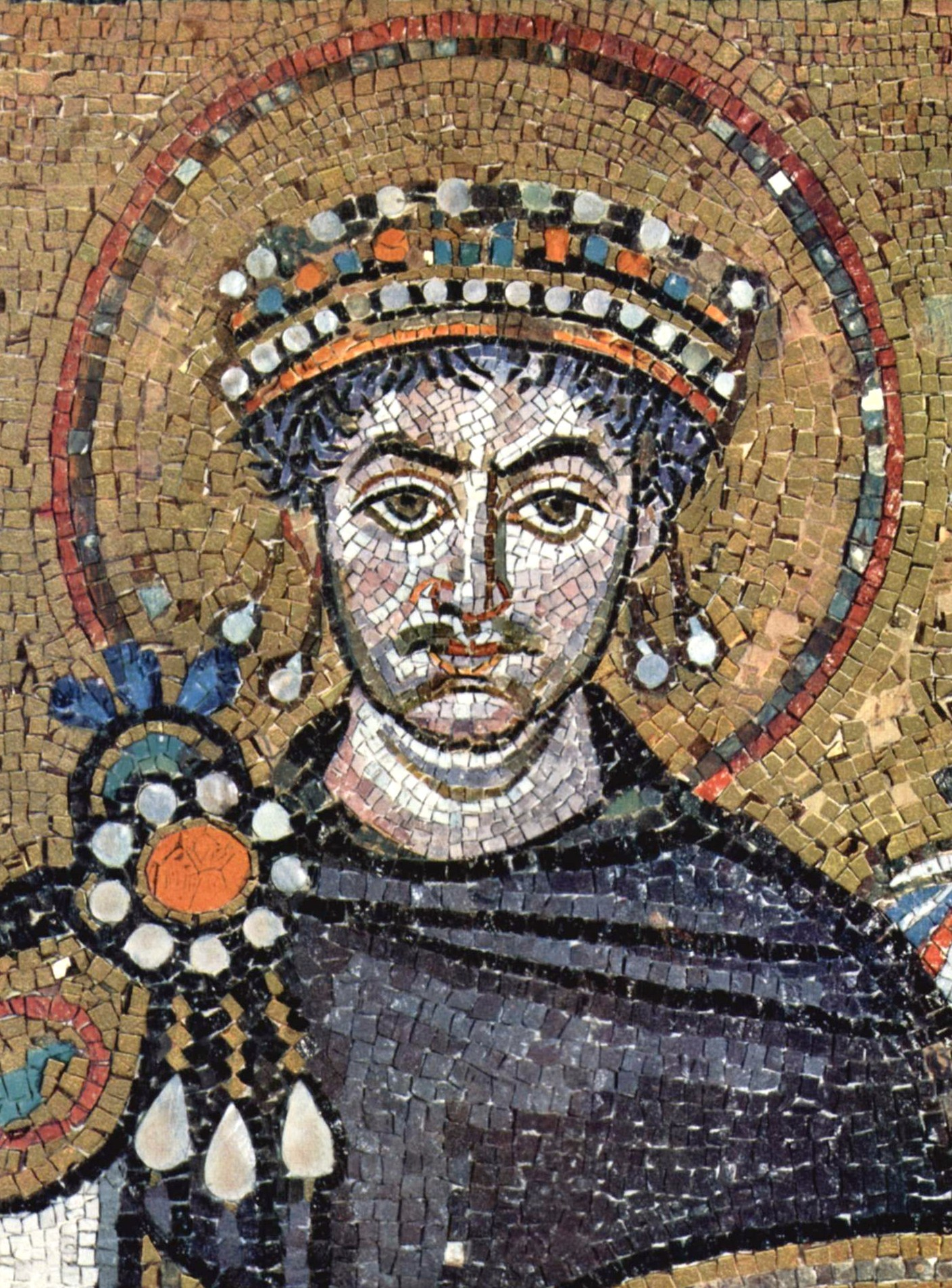
Justiniano em detalhe dum mosaico da Basílica de São Vital

Canaranges (em grego: Χαναράγγης), por vezes grafado Caranges (em grego: Χαράγγης), foi um oficial militar bizantino do século VI, ativo no final do reinado do imperador Justiniano (r. 527–565). Armênio de origem, é melhor conhecido por suas atividades na Guerra Gótica, em particular na Batalha do Volturno em 554.
A principal fonte sobre Canaranges é o historiador Agátias. Seu nome provavelmente deriva de kanarang (canaranges em grego), um título militar do Império Sassânida. Ele não deve ser confundido com seu contemporâneo, o Canaranges que tomou parte na conspiração de Artabanes.

## Biografia
Canaranges era nativo da Armênia bizantina. Agátias dá seu título em grego como taxiarca (em grego: ταξίαρχος), descrevendo-o com comandando um tagma; seu título latino foi provavelmente conde dos assuntos militares (comes rei militaris). Agátias descreveu-o como muito bravo e pronto para assumir riscos, mas também como suficientemente cauteloso para evitar perigos desnecessários. É mencionado pela primeira vez no final de 554, servindo sob Narses, quando suas forças tomaram parte da campanha contra os francos de Butilino.
Narses definiu seu acampamento no rio Volturno, próximo da antiga cidade de Casilino. Canaranges, estacionado no mesmo campo no lado mais próximo do inimigo, foi enviado contra os vagões de suprimentos francos, conseguindo facilmente capturá-los e matar os condutores. Os francos haviam construído uma torre na área, guardando a ponte que cruza o rio. Canaranges dirigiu um dos vagões capturados para o castelo. Ao deixar o vagão em chamas, o fogo espalhou-se para a torre e a destruiu, permitindo a conquista da ponte. Os eventos levaram diretamente à Batalha do Volturno, uma vitória bizantina decisiva. Nada mais se sabe sobre ele depois disso.